# Hoover Tower

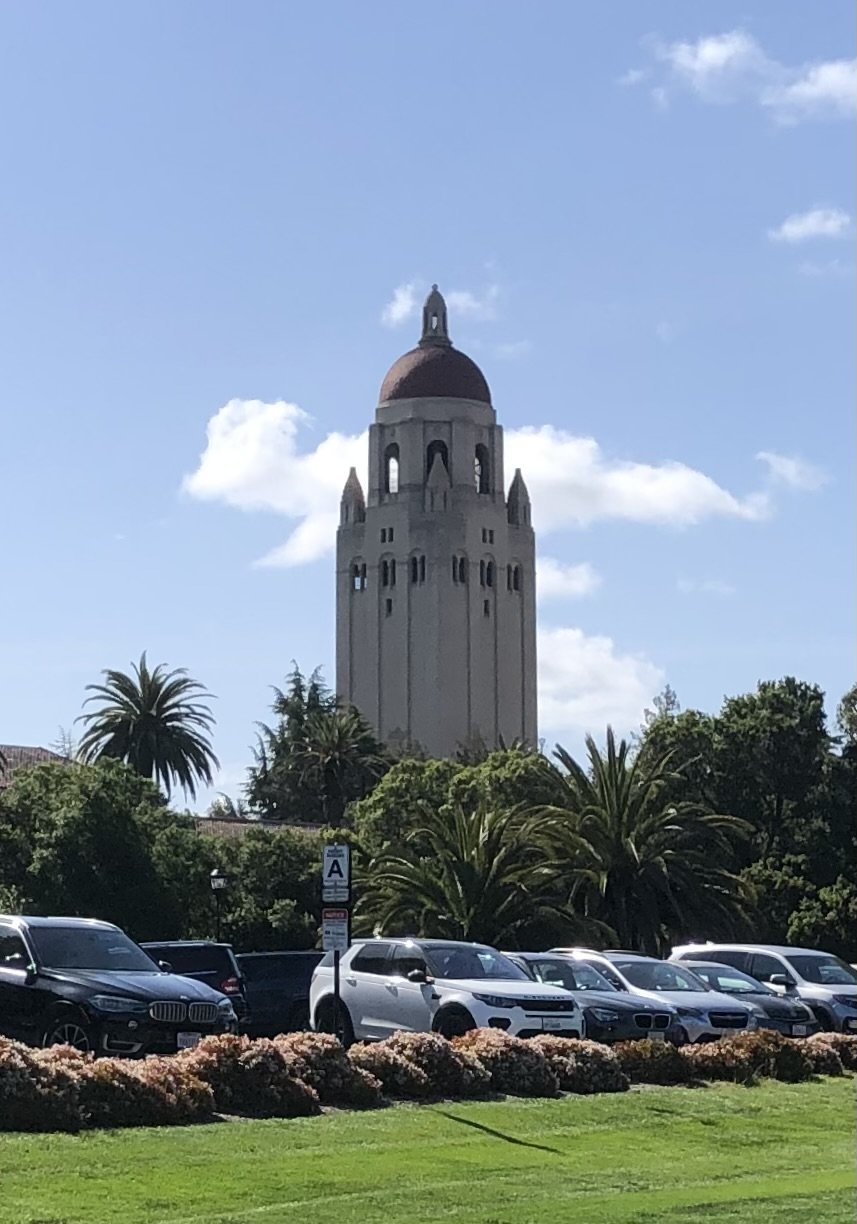
Hoover Tower, 2023

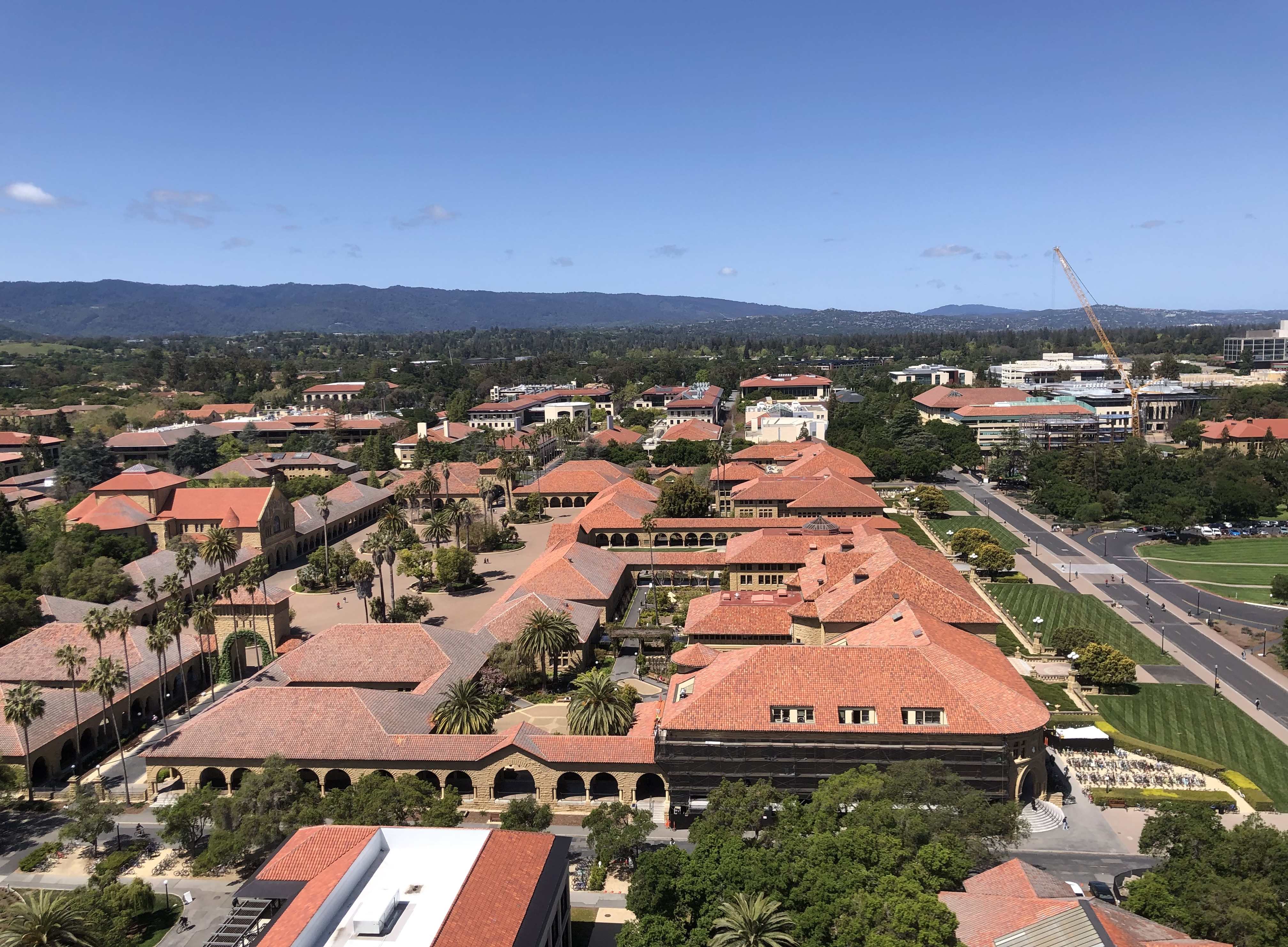
Blick von der Aussichtsplattform

Der Hoover Tower ist ein Turm auf dem Gelände der Stanford University in Kalifornien und gilt als ihr Wahrzeichen. In ihm befinden sich Teile der Hoover Institution.

## Lage
Der Turm befindet sich im östlichen Teil des Universitätscampus in Stanford an der Adresse 550 Jane Stanford Way. Nördlich des Turms steht der Brunnen Tanner Fountain.

## Geschichte und Architektur
Errichtet wurde der 87 Meter hohe Turm zwischen 1939 und 1941 anlässlich des 50. Jahrestages der Universitätsgründung im Jahr 1941 durch den Architekten Arthur Brown junior im Auftrag des vormaligen US-Präsidenten Herbert Hoover. Er dient zur Unterbringung der Sammlung, Bibliothek und Archiv Hoovers zu Krieg, Revolution und Frieden, die sich ursprünglich vor allem mit den Ursachen und Folgen des Ersten Weltkriegs beschäftigte. Architektonisch lehnt sich der Turm an die Gestaltung der Kathedrale von Salamanca an. Er ist schlicht gestaltet, auf Ornamente wurde verzichtet.
Der Turm hat 14 Etagen, die jedoch durch Zwischengeschosse ergänzt werden, in denen die Sammlung untergebracht ist. Die Lobby des Turms beherbergt die Ausstellungen von Herbert Hoover und Lou Hoover, darunter auch ein Stück der Berliner Mauer.
In der 14. Etage befindet sich die Lou Henry Hoover-Aussichtsplattform, von der eine weite Sicht über das Campusgelände und die Region besteht. Auf der Plattform befinden sich auch die Glocken des Carillons.
Im Dezember 1970 wurde der Turm so vom Blitz getroffen, dass eine der Betonspitzen des Turms herabstürzte.

## Carillon

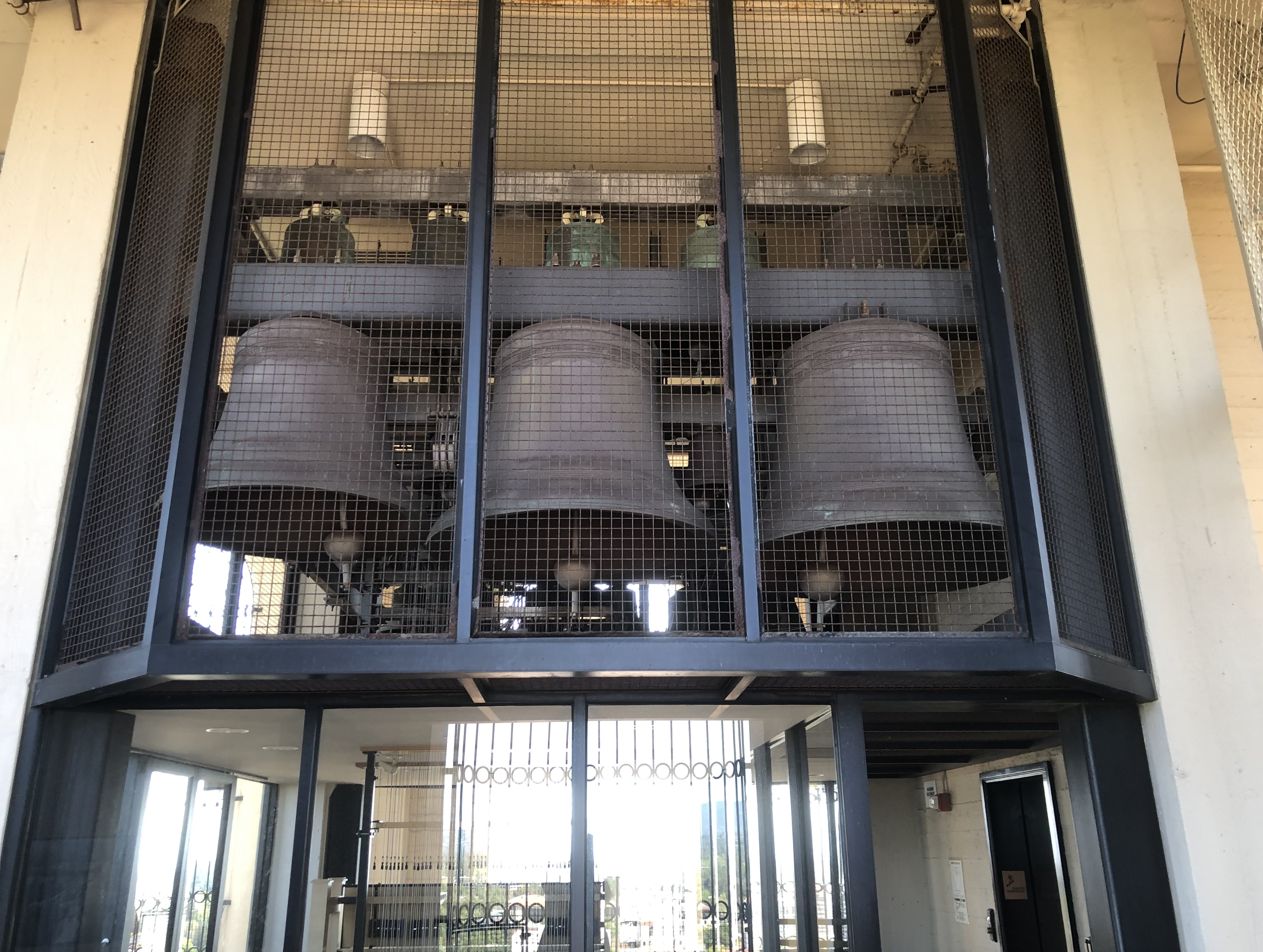
Carillon, 2023

Das Carillon des Turms verfügte ursprünglich über 35 Glocken. Die größte Glocke trägt die Inschrift For Peace Alone Do I Ring (deutsch Allein für den Frieden läute ich). Das Glockenspiel war Teil der Weltausstellung 1939 in New York City und wurde Hoover von der belgischen Regierung geschenkt. Beim Loma-Prieta-Erdbeben 1989 wurde es jedoch beschädigt. Im Jahr 2000 wurden die Glocken in einer niederländischen Gießerei überprüft und in der Folge elf ersetzt. Außerdem wurden dem Carillon weitere 13 Glocken hinzugefügt.